# ولادیمر استوکوویچ
ولادیمر استوکوویچ (صربی: Vladimir Stojković؛ زادهٔ ۲۸ ژوئیهٔ ۱۹۸۳) یک بازیکن فوتبال اهل صربستان است.که در باشگاه فوتبال الفیحا در پست دروازه‌بان بازی می‌کند.

## تیم ملی
وی همچنین در تیم ملی فوتبال صربستان بازی کرده‌است.